# Apunt (art)

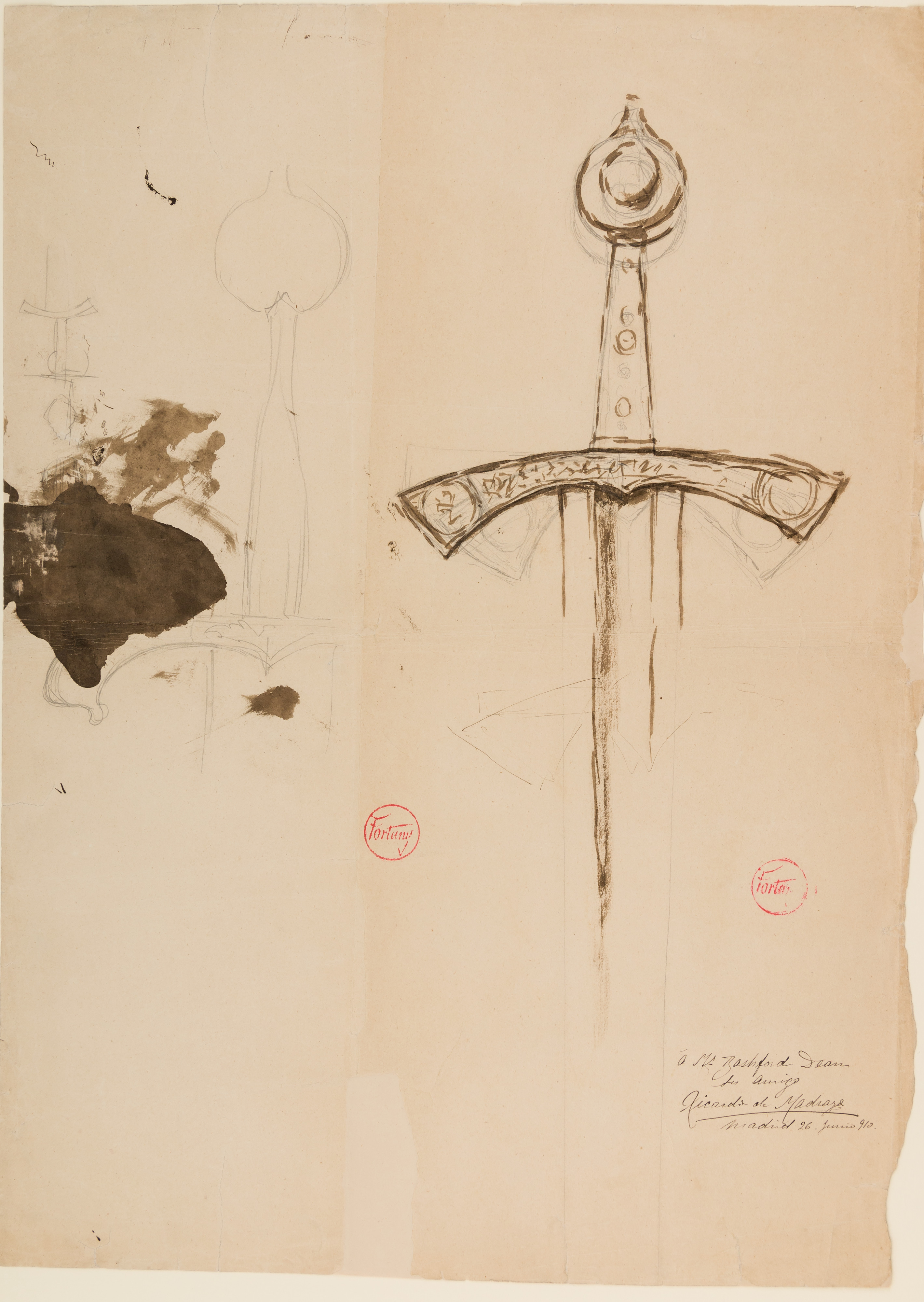
Apunt de dues espases espanyoles de Marià Fortuny i Marsal.

Un apunt és el dibuix o pintura fet de pressa, generalment del natural, d'execució ràpida i fluida a manera de síntesi de la forma, on és captat més el gest o el moviment que no pas el detall. No s'ha de confondre amb l'esbós, d'elaboració més avançada. L'apunt defineix, amb poques línies i de forma resumida, la disposició dels elements a l'espai i el volum que ocupen, captant la impressió visual i no centrant-se en els detalls. Permet potenciar les habilitats d'anàlisi i síntesi i també de representació gràfica dels elements.
De molts artistes es conserven alguns quaderns d'apunts.